# Carte du Ciel

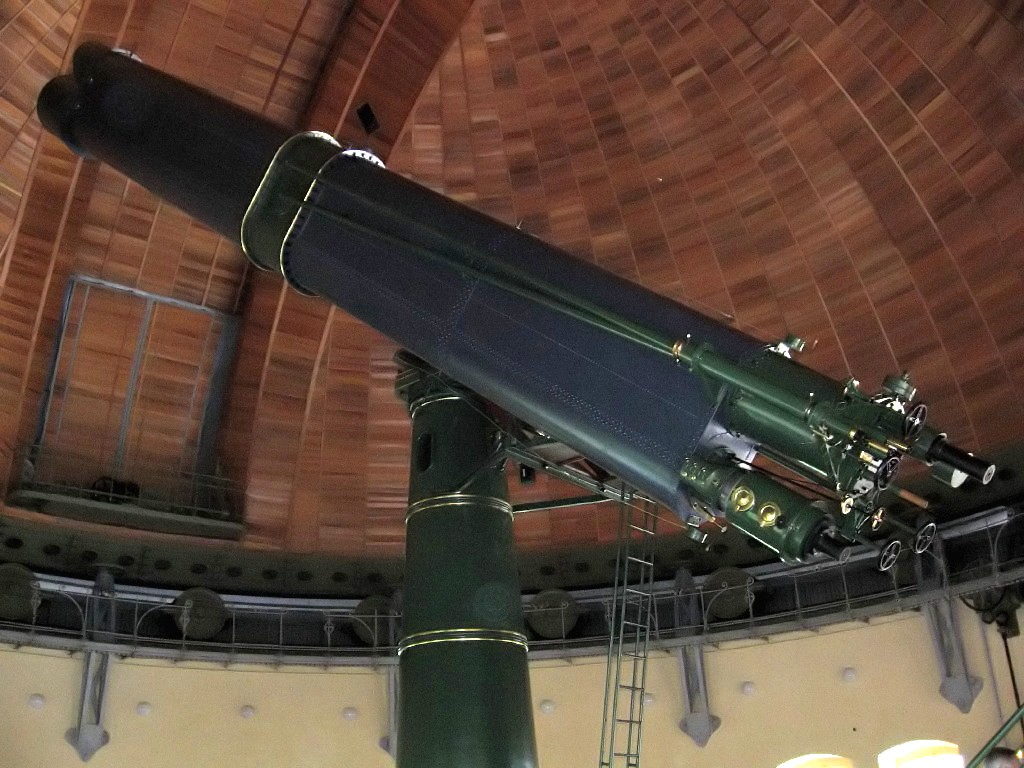
Astrografický refraktor z přelomu 19. a 20. století (Hvězdárna Potsdam)

Carte du Ciel (doslova "Mapa oblohy") a Astrografický katalog byly dvě rozdílné, ale související, části mohutného mezinárodního astronomického projektu započatého na konci 19. století. Cílem bylo vytvoření katalogu a mapy milionů slabých hvězd do 11. až 12. magnitudy. Dvacet hvězdáren z celého světa spolupracovalo při tomto enormním, několik desetiletí trvajícím projektu, při němž bylo exponováno a proměřeno celkem 22 tisíc skleněných fotografických desek. Navzdory, nebo spíše díky mohutnosti tohoto projektu bylo stanovených cílů dosaženo jen zčásti. Mapa oblohy nebyla nikdy dokončena a Astrografický katalog nebyl skoro padesát let téměř využíván. To se však změnilo s vydáním katalogu Hipparcos v roce 1997. Společně tyto katalogy umožňují porovnávat pozice hvězd ve stoletém intervalu.

## Počátky a cíle projektu
Mohutný a bezprecedentní mezinárodní projekt mapování hvězdné oblohy byl iniciován v roce 1887 ředitelem Pařížské observatoře Amédéem Mouchezem, který si dobře uvědomoval, že využití nových fotografických technologií může zcela změnit metody tvorby hvězdných map. Výsledkem Astrografického kongresu konaného v dubnu roku 1887 v Paříži byla dohoda 20 hvězdáren z celého světa o spolupráci na projektu. Dále byly stanoveny 2 cíle:
Za prvé vytvoření Astrografického Katalogu, při kterém měla být vyfotografována celá obloha až k 11 magnitudě a tyto snímky měly zaplnit mezeru v pozicích hvězd do 8 magnitudy změřených již dříve pomocí pasážníků. To mělo poskytnout dostatečně hustou síť souřadnic hvězd zpětně použitelných jako referenční systém při citlivějším snímkování pro druhou část projektu – Mapu oblohy.
Různé observatoře na celé Zemi byly pověřeny snímkováním částí oblohy daných deklinační zónou (viz tabulka). Desky pro první část projektu měly expoziční čas typicky 6 minut a byly vyfotografovány, proměřeny a publikovány v celém rozsahu stanoveném projektem. Poskytly katalog pozic hvězd do 11,5 mag, a většina jich byla dokončena v první čtvrtině 20. století.
Druhým cílem bylo pořídit druhou řadu desek s dlouhým expozičním časem a minimálními překryvy, které by zaznamenaly všechny hvězdy do 14 magnitudy. Tyto fotografie měly být reprodukovány a distribuovány jako soubor map Carte du Ciel, odlišný od předešlých map konstruovaných ze souřadnic naměřených pasážníky. Většina těchto fotografií byla složena ze tří fotografií o 20 minutových expozicích orientovaných do rovnostranného trojúhelníku o straně 10 úhlových vteřin. Tato metoda umožňovala snadno rozlišit hvězdy od kazů fotografických desek a asteroidů.
Fascinující soudobé shrnutí výsledků této mohutné mezinárodní spolupráce bylo vydáno roku 1912. Autorem byl H. H. Turner, saviliánský profesor astronomie na Oxfordské univerzitě. Další aspekty byly pokryty v různých pojednáních 133. sympozia Mezinárodní astronomické unie v roce 1988.

### Astrografický katalog
Při práci na Astrografickém katalogu bylo spoluprací 20 hvězdáren z celého světa exponováno a proměřeno více než 22 000 skleněných fotografických desek. Více než polovina hvězdáren použila pro tuto práci dalekohledy dílny francouzských astronomů Paula a Prospera Henryových, další užívaly přístroje z továrny Howarda Grubba v Dublinu. Tyto teleskopy byly tzv. normálními astrografy s průměrem objektivů okolo 330 mm a ohniskovou vzdáleností 3,4 m navrženými tak, aby vytvářely na fotografických deskách obraz ve stejném měřítku s rozlišením 60 úhlových vteřin na 1 mm a zorným úhlem 2×2 úhlové stupně. Každé hvězdárně byla pro práci na projektu určena specifická deklinační zóna. První deska byla exponována v roce 1891 ve Vatikánské observatoři (kde dokončení celého úkolu trvalo více než 27 let) a poslední byla exponována v roce 1950 na observatoři v Uccle u Bruselu. Většina desek však byla exponována v letech 1895–1920. Pro odstranění defektů fotografických desek byla každá zóna fotografována dvakrát tak, aby se výsledná pole překryla dle vzoru roh-střed. Na okrajích deklinačních zón se snímky stejným způsobem překrývaly s deskami pořízenými jinými observatořemi. Spolupracující observatoře se dohodly na používání standardizovaných dalekohledů, takže všechny fotografické desky měly podobné měřítko o 60 úhlových vteřinách na jeden milimetr. Měřitelné oblasti desek odpovídaly oblasti 2,1° × 2,1°, tedy 13 cm × 13 cm, takže vzor překryvu se skládal s desek centrovaných na každý stupeň v deklinaci, ale rozcházely se o dva stupně v rektascenzi. Mnoho faktorů, jako referenční katalog, redukční technika a formát tisku bylo ponecháno na rozhodnutí jednotlivých institucí. Cílová přesnost zaměření snímků byla určena 0,5 úhlové vteřiny na snímek.
Proměřování desek bylo zdlouhavou prací. Měření i zapisování bylo prováděno manuálně. Pro určení pozic jednotlivých hvězd byly desky předány velkému množství počtářů, kteří proměřovali vzdálenost každé hvězdy k přibližně desítce referenčních hvězd v rámci každé desky, aby následně provedli výpočty a určili rektascenzi a deklinaci hvězdy. Původní cíl měřit hvězdy do 11. magnitudy byl překonán, když většina observatoří běžně proměřovala hvězdy až ke 13. magnitudě. Celkem bylo pozorováno asi 4,6 milionů hvězd (8,6 milionů záznamů hvězd na deskách). Nejjasnější hvězdy byly na deskách přeexponovány a nebyly tudíž proměřeny a zahrnuty do výsledného katalogu. Výchozí měření desek v pravoúhlých souřadnicích a výpočetní postupy pro převedení do souřadnic rovníkových byly publikovány v původním vydání Astrografického katalogu. Přidružené(?) rovníkové souřadnice mají dnes nicméně jen historickou hodnotu. Vydání těchto měření probíhalo od roku 1902 do roku 1964 a jeho výsledkem je 254 tištěných svazků surových dat.
Po desítky let byl Astrografický katalog ignorován. S daty bylo obtížné pracovat, protože nebyly k dispozici v rovníkových souřadnicích ani ve strojově čitelné formě. Desítky let mezinárodního úsilí bylo vynaloženo, avšak projekt byl nakonec překonán moderními metodami. Jedním problémem bylo, že projekt trval mnohonásobně déle, než původně očekávaných deset až patnáct let. Závažnějším problémem bylo, že zatímco se mnoho evropských astronomů zabývalo tímto projektem, který vyžadoval spíše vytrvalou metodickou práci než kreativitu, v ostatních částech světa, zejména v USA, nabyla astrofyzika mnohem většího významu než astrometrie. Důsledkem toho na desetiletí ustrnul vývoj zejména francouzské astronomie.